# روبرت إي. باول
روبرت إي. باول (بالإنجليزية: Robert E. Powell) هو سياسي أمريكي، ولد في 14 يناير 1923، وتوفي في 26 يوليو 1997. حزبياً، نشط في الحزب الديمقراطي.